# 奧爾孔科查湖 (奇保-普基奧)
14°36′0.6″S 73°56′10″W / 14.600167°S 73.93611°W
奧爾孔科查湖（Lake Orconcocha），是秘魯的湖泊，位於該國中南部阿亞庫喬大區，由奇保區和普基奧區負責管轄，處於阿皮尼亞科查湖西北面，海拔高度4,402米。